# Mennica w Opolu

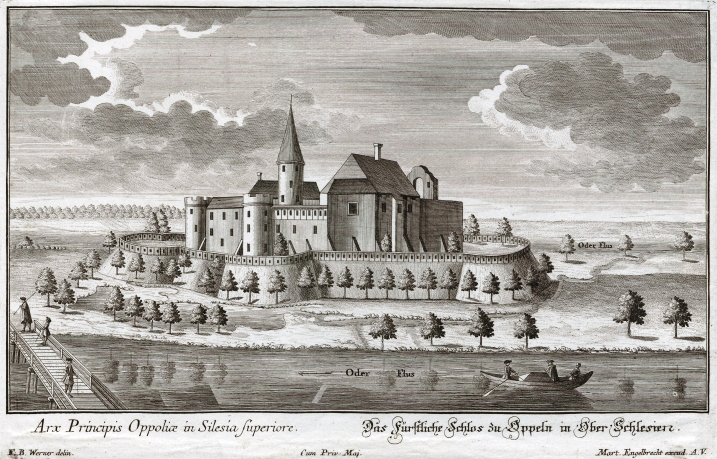
Zamek opolski był w średniowieczu siedzibą mennicy.

Mennica w Opolu – mennica działająca w Opolu od 1226 r. do 1704 r.
Mennicę w Opolu założono w 1226 r. przypuszczalnie na zamku książęcym w Opolu. Działa ona do 1475 r. bijąc halerze i brakteaty. Najliczniej znajdywane są tzw. halerze opolskie wytwarzane od początku czwartej dekady XV w. do 1475 r., na których wybijano orła w koronie albo herb Opola.
Mennica wznowiła działalność w 1622 r. pracując do 1625 r., a następnie od 1647 r. Bito głównie drobne srebrne monety: krajcary, greszle, denary, aczkolwiek produkowano też grosze, dukaty i talary (a także krotności tych monet).
Znaczny rozwój mennicy opolskiej nastąpił za rządów księstwem Karola Ferdynanda, który zainwestował w służące do bicia monet walce napędzane wodą, a także w nowe stemple mennicze o wysokich walorach artystycznych. Oprócz drobnej monety bito wówczas także złote dukaty i srebrne talary oraz monety okolicznościowe. Za rządów następcy Karola, a jednocześnie króla Polski Jana Kazimierza bito różne monety na potrzeby Królestwa Polskiego zwłaszcza w trakcie i tuż po potopie szwedzkim. Po wykupieniu księstwa przez cesarza Leopolda w 1666 r. i kolejnej rozbudowie mennicy stała się ona u schyłku XVII w. największą mennicą Śląska, choć biła przede wszystkim drobne monety. Ponieważ jednak stanowiła dużą konkurencję dla mennicy wrocławskiej władze podjęły decyzję o zamknięciu opolskiego zakładu 2 listopada 1704 r.
Mennicy opolskiej i jej monetom poświęcono wystawę czasową Muzeum Śląska Opolskiego otwartą w kwietniu 2017 r.